# Tour de Vendée 1997
Il Tour de Vendée 1997, ventiseiesima edizione della corsa e valida come evento del circuito UCI categoria 1.3, si svolse il 27 aprile 1997 per un percorso totale di 206,9 km. Fu vinta dall'estone Jaan Kirsipuu che terminò la gara con in 4h52'14" alla media di 42,47 km/h.
Al traguardo 103 ciclisti portarono a termine la gara.

## Ordine d'arrivo (Top 10)
| Pos. | Corridore        | Squadra       | Tempo    |
| ---- | ---------------- | ------------- | -------- |
| 1    | Jaan Kirsipuu    | Casino        | 4h52'14" |
| 2    | Gilles Maignan   | Mutuelle      | s.t.     |
| 3    | Steve De Wolf    | Lotto         | a 2"     |
| 4    | Artour Babaitsev | Lada          | s.t.     |
| 5    | Laurent Genty    | BigMat        | a 5"     |
| 6    | Eros Poli        | GAN           | a 15"    |
| 7    | Gilles Talmant   | BigMat        | a 4'27"  |
| 8    | Patrice Halgand  | Festina-Lotus | s.t.     |
| 9    | Unai Etxebarria  | Euskadi       | s.t.     |
| 10   | Laurent Desbiens | Cofidis       | s.t.     |